# Minúscula 273
Minúscula 273 (en la numeración Gregory-Aland), ε 370 (Soden) es un manuscrito griego en minúsculas  en pergamino, pero también parcialmente en papel de algodón. Es datado paleográficamente en el siglo XIII. El manuscrito tiene contenidos completos. Tiene notas marginales.

## Descripción
El códice contiene el texto de los cuatro Evangelios en 201 hojas de pergamino (22 cm por 16 cm). El texto está escrito en una columna por página, en 29-31 líneas por página.
El texto de los Evangelios está dividido de acuerdo a los κεφαλαια (capítulos), cuyos números se colocan al margen del texto, y sus τιτλοι (títulos) en la parte superior de las páginas. También dividido de acuerdo a las más pequeñas Secciones Amonianas (en Marcos, 234 secciones; la última en 16:9), con referencias a los cánones de Eusebio (escritas debajo de los números de las Secciones Amonianas).
Contiene la Epistula ad Carpianum, las tablas eusebianas, las tablas de los κεφαλαια (tablas de contenido) antes de cada Evangelio (con una armonía), Synaxarion, Menologio (escrito por una mano posterior), y suscripciones al final de cada Evangelio con los números de los versículos. También tiene algunos escolios, extractos del comentario de Severiano y una lista de las parábolas del Evangelio.

## Texto
El texto griego del códice es representativo del tipo textual bizantino, con una mezcla de otros tipos de texto. Según Gregory, la minúscula es hermana del códice 4. Hermann von Soden lo incluyó en la familia textual Kx. Aland no lo colocó en ninguna categoría.
De acuerdo con el Perfil del Método de Claremont representa a Kx en Lucas 10. En Lucas 1 y Lucas 20 tiene una mezcla de familias textuales bizantinas.
En Mateo 21:31 tiene la variante textual ὁ δεύτερος (el segundo) contra ὁ πρῶτος (el primero), ὁ ὕστερος (el último) y ὁ ἔσχατος (el último). Esta lectura es apoyada por el códice 4.

## Historia
El manuscrito fue añadido a la lista de los manuscritos del Nuevo Testamento por Scholz (1794-1852). Fue examinado y descrito por Paulin Martin. C. R. Gregory vio el manuscrito en 1885.
El manuscrito se encuentra actualmente en la Bibliothèque nationale de France (Gr. 79) en París.

## Lectura adicional
- Gregory, Caspar René (1900). Textkritik des Neuen Testaments 1. Leipzig: J.C. Hinrichs. p. 174.